# 708 Raphaela
708 Raphaela eller 1911 LJ är en asteroid i huvudbältet, som upptäcktes 3 februari 1911 av den tyske astronomen Joseph Helffrich i Heidelberg. Den är uppkallade efter Raphaël Bischoffsheim.
Asteroiden har en diameter på ungefär 21 kilometer.